# Węgierska Republika Ludowa (1918–1919)

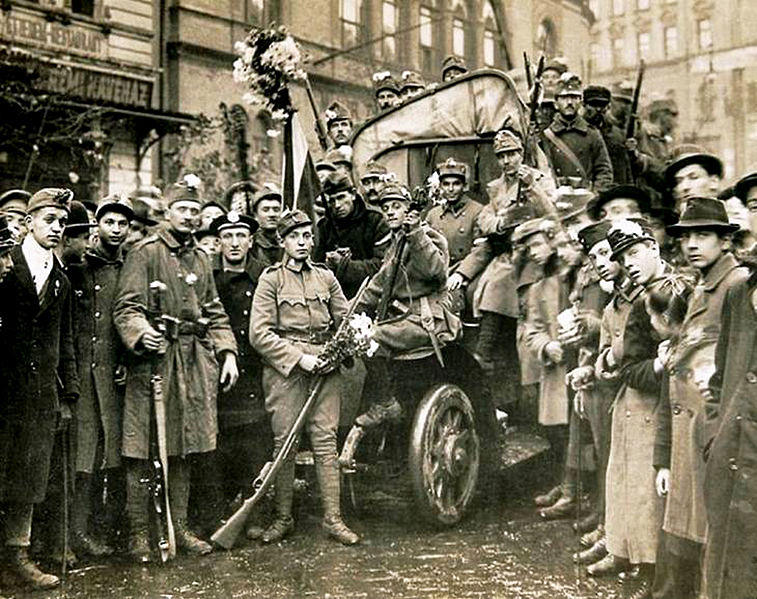
Żołnierze węgierscy podczas rewolucji astrów, Budapeszt, 31 października 1918.

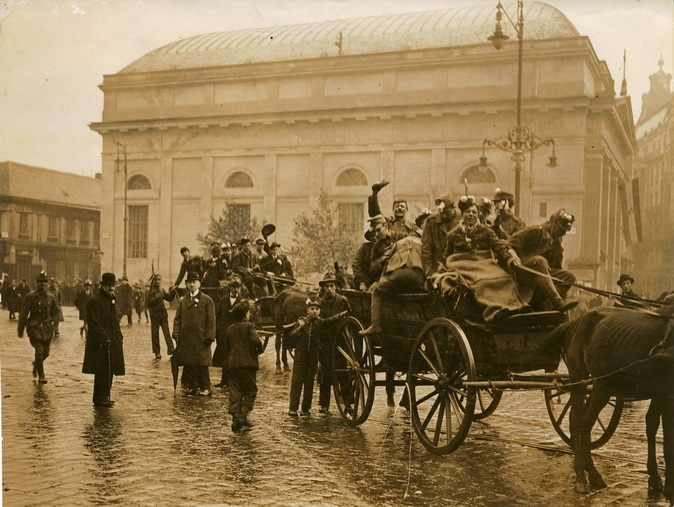
Rewolucja astrów – żołnierze węgierscy świętujący zwycięstwo rewolucji na pl. Ferenca Deáka 31 października 1918

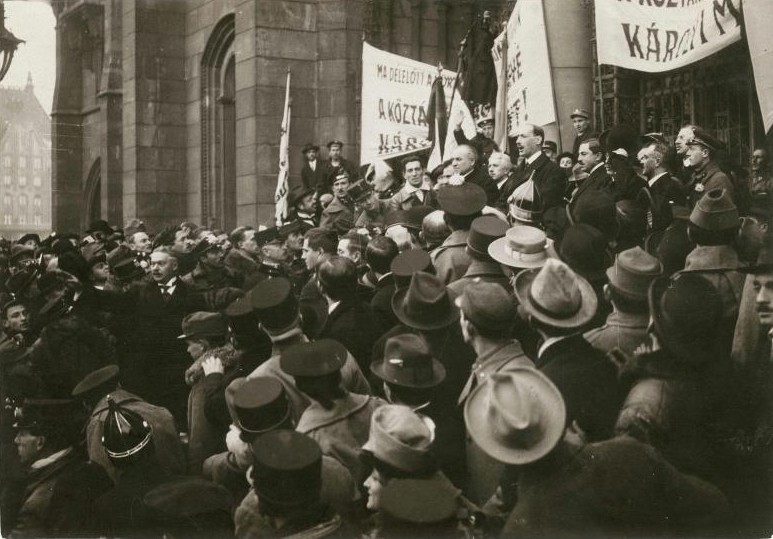
Mihály Károlyi proklamuje powstanie Węgierskiej Republiki Ludowej. Budapeszt, 16 listopada 1918

Węgierska Republika Ludowa (węg. Magyar Népköztársaság) − krótkotrwałe państwo na terenie obecnych Węgier, istniejące od 16 listopada 1918 roku do 21 marca 1919 roku, restytuowane na krótko 1 sierpnia 1919, po upadku Węgierskiej Republiki Rad, przed powołaniem regencyjnego Królestwa Węgier.

## Historia
W kwietniu 1918 w Rzymie przedstawiciele Ententy ustalili, że na miejsce Austro-Węgier mają powstać zorientowane profrancusko państwa narodowe.
Jesienią 1918 roku stało się jasne, że Państwa Centralne przegrywają I wojnę światową. Cesarz Karol, chcąc ratować sytuację, oświadczył w październiku (manifest „Do moich ludów”), że Austria stanie się państwem związkowym, w którym każdy naród stworzy swoje państwo składowe.
24 października trzy partie węgierskie: lewicowo-liberalna Partia Niepodległości-48 (pod kierownictwem hr. Mihálya Károlyiego), Obywatelska Partia Radykalna (Oszkár Jászi) i Socjaldemokratyczna Partia Węgier (Zsigmond Kunfi) powołały w Budapeszcie Węgierską Radę Narodową z liberałem i pacyfistą Mihályem Károlyim jako przewodniczącym i kandydatem na premiera. Cesarz w celu uspokojenia sytuacji powołał gen. arcyksięcia Józefa Augusta na głównodowodzącego węgierskiej armii i swojego regenta na Węgrzech. Ks. Józef zamierzał powołać na stanowisko premiera Jánosa Hadika. Aby go od tego odwieść, 28 października stronnicy Károlyiego w liczbie ok. 1000 osób pomaszerowali w stronę Zamku budańskiego, gdzie rezydował regent. Drogę zastąpiła im na Moście Łańcuchowym policja konna, która szarżowała w tłumie i płazowała protestujących szablami, a ostatecznie żandarmi stojący na końcu mostu oddali salwę. Zginęło 5 osób, ponad 50 zostało rannych.
Wydarzenia te zyskały miano „bitwy na Moście Łańcuchowym” (Lánchídi csata) – choć sensu stricto bitwą nie były, ale były brzemienne w skutki. Następnego dnia do Węgierskiej Rady Narodowej przyłączyła się policja, a 30 października powstała Rada Wojskowa, której oddziały zajęły ważniejsze punkty stolicy oraz uwolnili więźniów politycznych z więzienia w Józsefváros. Zaczęła się rewolucja, która przyjęła nazwę „rewolucji astrów” (Őszirózsás forradalom) – od astrów wpinanych w czapki żołnierzy.
31 października regent Józef wycofał kandydaturę J. Hadika i mianował premierem Károlyiego, który stworzył tzw. rząd ludowy z trzech partii wchodzących w skład Rady Narodowej. Tego samego dnia żołnierze zabili byłego premiera Istvána Tiszę, obwinianego za wybuch wojny największego przeciwnika politycznego nowo mianowanego premiera, we własnym domu w Budapeszcie. Károlyi zarządził śledztwo, potem kontynuowane przez Horthyego – ale nie przyniosło ono rezultatów. Rewolucja astrów zakończyła się – w zasadzie bezkrwawo: jej jedynymi ofiarami śmiertelnymi były owe pięć osób zabitych podczas „bitwy na Moście Łańcuchowym” oraz były premier Tisza.
13 listopada 1918 Karol, formalnie nie abdykując z korony Węgier, zwolnił swych węgierskich poddanych z przysięgi, zgadzając się na republikański charakter państwa. 16 listopada 1918 zdominowana przez Socjaldemokratyczną Partia Węgier Węgierska Rada Narodowa proklamowała powstanie Węgierskiej Republiki Ludowej, ogłaszając Károlyiego jej prezydentem, funkcję łączył z urzędem premiera.
24 listopada 1918 w Budapeszcie została utworzona Komunistyczna Partia Węgier, na której czele stanął Béla Kun. Tegoż dnia zaczął się ukazywać organ KPW Vörös Ujsag, w którym Kun ostro krytykował rząd Károlyiego. Na przełomie 1918/1919 przybyło, wśród masowo powracających do kraju z Rosji jeńców wojennych, ok. 250-300 agitatorów i emisariuszy komunistycznych, bolszewicy wsparli ponadto finansowo Komunistyczną Partię Węgier.
Rząd choć ogłosił rozwiązanie starego parlamentu i wprowadził powszechne prawo wyborcze, nie przeprowadził nowych wyborów. Nowe władze nie były w stanie rozwiązać problemów takich jak rosnące bezrobocie, wysoka inflacja i klęska głodu na wsi, nie były też w stanie zrealizować obiecywanej reformy rolnej.
20 lutego 1919 roku komuniści zorganizowali w stolicy gigantyczną manifestację. Manifestacja, której kulminacyjnym momentem było zdemolowanie przez tłum redakcji dziennika Nepszava, organu socjaldemokracji, zakończyła się starciami między demonstrantami a siłami bezpieczeństwa, broniąc budynku gazety zginęło kilku policjantów, w wyniku interwencji policji zginęło osiem osób a około 100 zostało rannych. Rząd obawiając się siłowego przejęcia władzy przez komunistów w nocy dokonał aresztowań liderów komunistycznych. Do aresztu trafił m.in. założyciel partii Béla Kun. Bela Kun i inni więźniowie zostali pobici w areszcie przez policjantów w zemście za śmierć kolegów pod redakcją Nepszava. Informacje o pobiciu aresztowanych wyszły na światło dzienne, co wywołało sympatię opinii publicznej dla poszkodowanych. 1 marca 1919 na polecenie Károlyiego złagodzono wprowadzone po 20 lutego restrykcje wobec partii komunistycznej i zezwolono na odwiedziny zatrzymanych. W konsekwencji kierowali oni z więzienia organizacją partyjną i prowadzili rozmowy polityczne z politykami współrządzącej Węgierską Republiką Ludową partii socjaldemokratycznej.
20 marca 1919 roku przedstawiciel Ententy w Budapeszcie płk. Fernand Vix przedstawił Węgrom notę, zawierającą żądanie dalszego wycofania się wojsk węgierskich w głąb terytorium Węgier - całkowitego z zachodniego Siedmiogrodu i z Rusi Zakarpackiej. Nota stanowiła ultimatum, które miało być przyjęte w ciągu 24 godzin. 21 marca gabinet Dénesa Berinkeya upadł, a prezydent Mihály Károlyi powierzył misję tworzenia nowego rządu dotychczas współrządzącej Socjaldemokratycznej Partii Węgier. Tymczasem socjaldemokraci, prowadzący tajne rozmowy z uwięzionymi komunistami, tego samego dnia (21 marca) uwolnili przywódców komunistów uwięzionych po próbie puczu 22 lutego (Béla Kun) i zaproponowali im udział w koalicji rządowej. Również tego samego 21 marca 1919 komuniści i radykalni socjaldemokraci, który kontrolowali partię socjaldemokratyczną, połączyli się w jedną partię, pod nazwą Socjalistyczna Partia Węgier (węg. Magyarországi Szocialista Párt), ogłosili usunięcie z urzędu prezydenta Károlyiego i powstanie Węgierskiej Republiki Rad. Károlyi został umieszczony w areszcie domowym. Władzę objęła Rewolucyjna Rada Rządząca, złożona z komisarzy ludowych pod przewodnictwem Sándora Garbai (premiera), dotychczas działacza partii socjaldemokratycznej. Komuniści zadeklarowali pomoc Rosji Sowieckiej w przywróceniu historycznych granic Węgier. Béla Kun, bezpośrednio po uwolnieniu, objął w rządzie teki komisarza spraw zagranicznych i komisarza spraw wojskowych, stając się de facto najważniejszą osobą w państwie.
Kres rządom komunistycznym na Węgrzech dała interwencja wojsk rumuńskich. Przyczyną interwencji był sprzeciw Węgrów wobec planowanego przez Ententę okrojenia terytorialnego kraju. Rząd Węgierskiej Republiki Rad w wojnie nie otrzymał wsparcia Rosji Sowieckiej. W wojnie rząd WRR zyskał poparcie większości stronnictw politycznych w tym konserwatystów. 30 lipca 1919 armia rumuńska przerwała front węgierski. 1 sierpnia 1919 roku w obliczu kryzysu Kun podał się do dymisji i zbiegł samolotem do Wiednia, pozostali członkowie rządu również udali się na terytorium Austrii. Premierem rządu socjaldemokratyczno-związkowego został Gyula Peidl. Peidl formalnie przywrócił 2 sierpnia 1919 Węgierską Republikę Ludową, proklamował rozwiązanie trybunałów rewolucyjnych i Gwardii Czerwonej, wypuścił więźniów politycznych i zadeklarował zwrot właścicielom ziemskich uprzednio znacjonalizowanych majątków.
6 sierpnia 1919 po zajęciu Budapesztu przez wojska rumuńskie István Friedrich dokonał bezkrwawego zamachu stanu z poparciem Rumunów, części wojska i policji, przy milczącej akceptacji Ententy, odsuwając rząd Gyuli Peidla, który ustąpił. Następnego dnia arcyksiążę Józef August ogłosił się regentem Węgier i mianował Friedricha na stanowisko premiera Węgier. W konsekwencji 8 sierpnia 1919 Węgierska Republika Ludowa przestała istnieć.
Formalny kres Węgierskiej Republiki Ludowej przyniosła proklamacja 29 lutego 1920 Królestwa Węgier, którego regentem został Miklós Horthy.